# Koh Pich
Pour les articles homonymes, voir KOH (homonymie).
Koh Pich (en khmer, កោះពេជ្រ, en français l'île Diamant, en anglais Diamond Island) est un nouvel arrondissement de Phnom Penh sur les bords du Mékong et du Bassac au Cambodge.

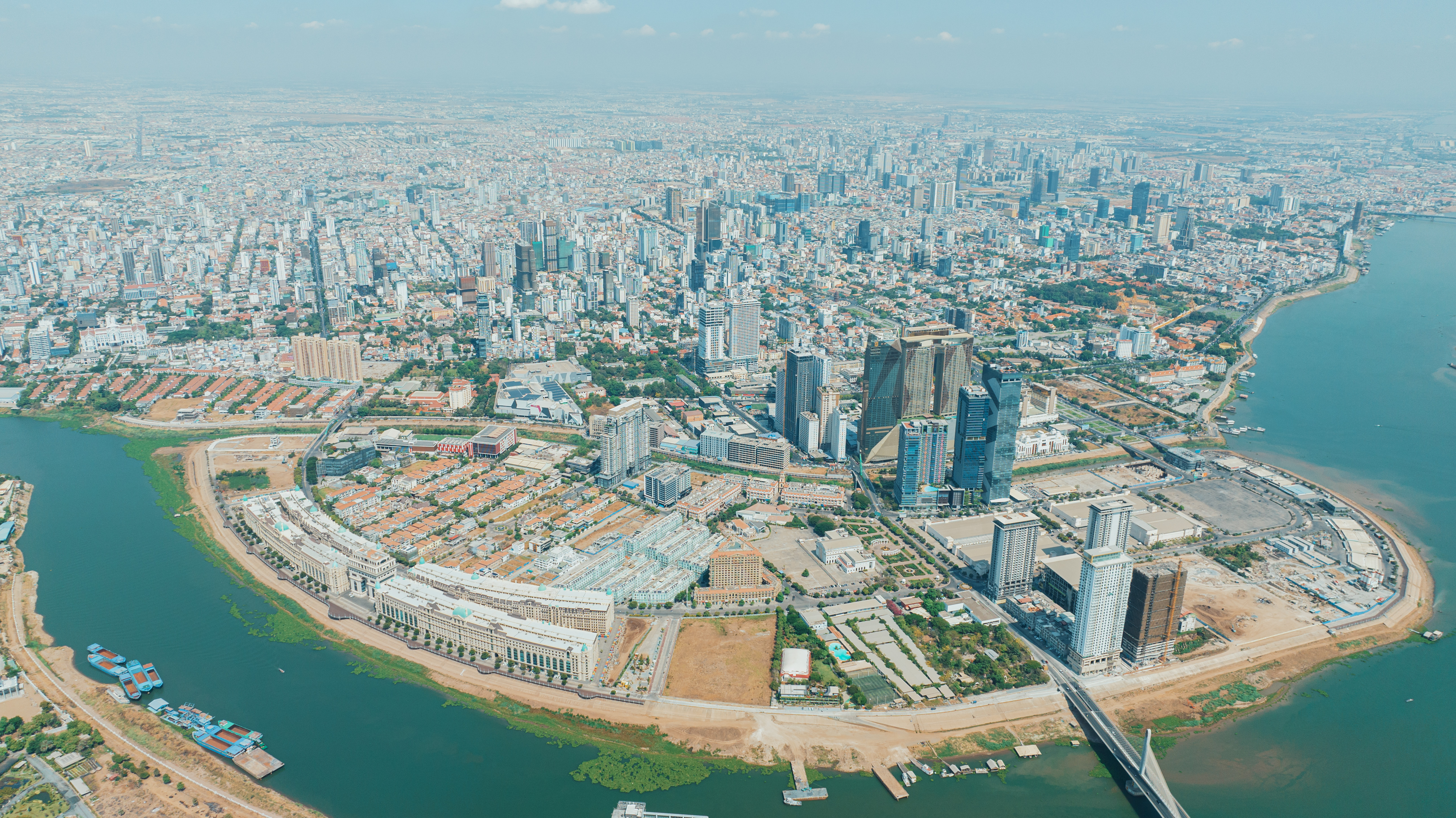
Koh Pich et Phom Penh vus d'un drone en 2024

Le terrain long de 2 km et large d'à peine 400 m, d'origine alluviale était une friche marécageuse jusqu'aux années 2000. À la suite d'un contrat signé en janvier 2006 entre la OCIC (Overseas Cambodian Investment Company), une compagnie cambodgienne à capitaux majoritairement chinois et le gouverneur de Phnom Penh, il est actuellement (2018) en plein travaux et pourrait devenir le quartier résidentiel de Phnom Penh tout en devenant une commune séparée.
Un quartier nommé Élysée est construit dans le style de certaines habitations de Paris,. Sur d'autres quartiers des hautes tours sont en construction ; une tour de plus de 500 m pourrait voir le jour au nord de l'île, si l'étude de sol est favorable (janvier 2018).

## Galerie

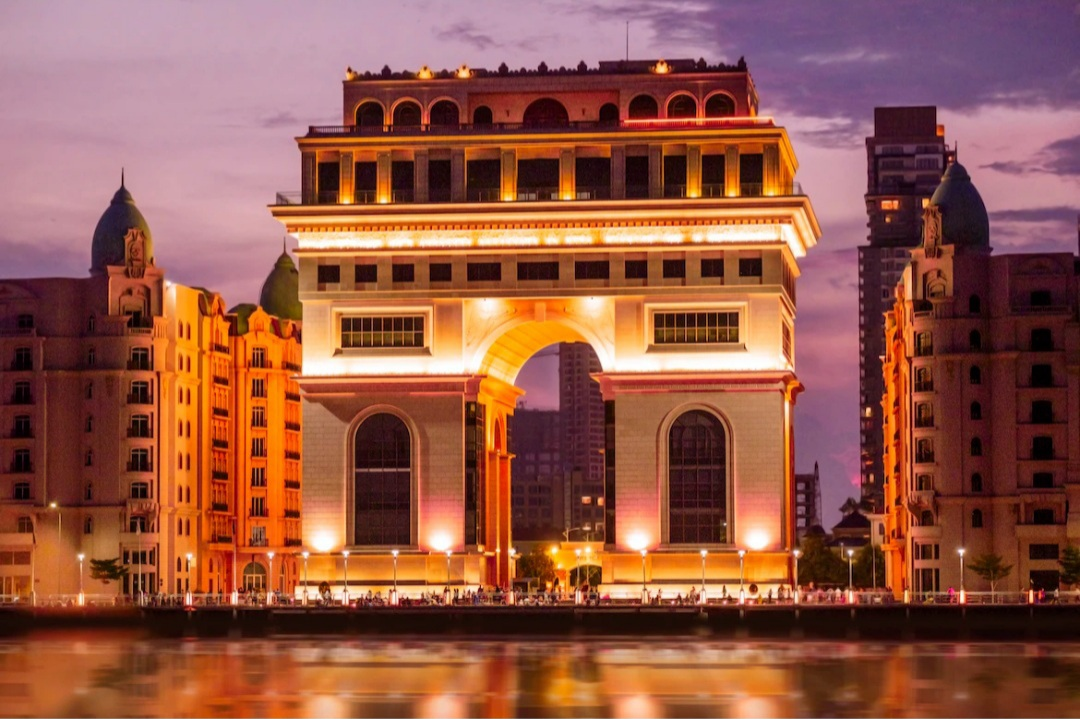
L'arc de triomphe de Koh Pich, de la taille de l'Arc de triomphe de l'Étoile.
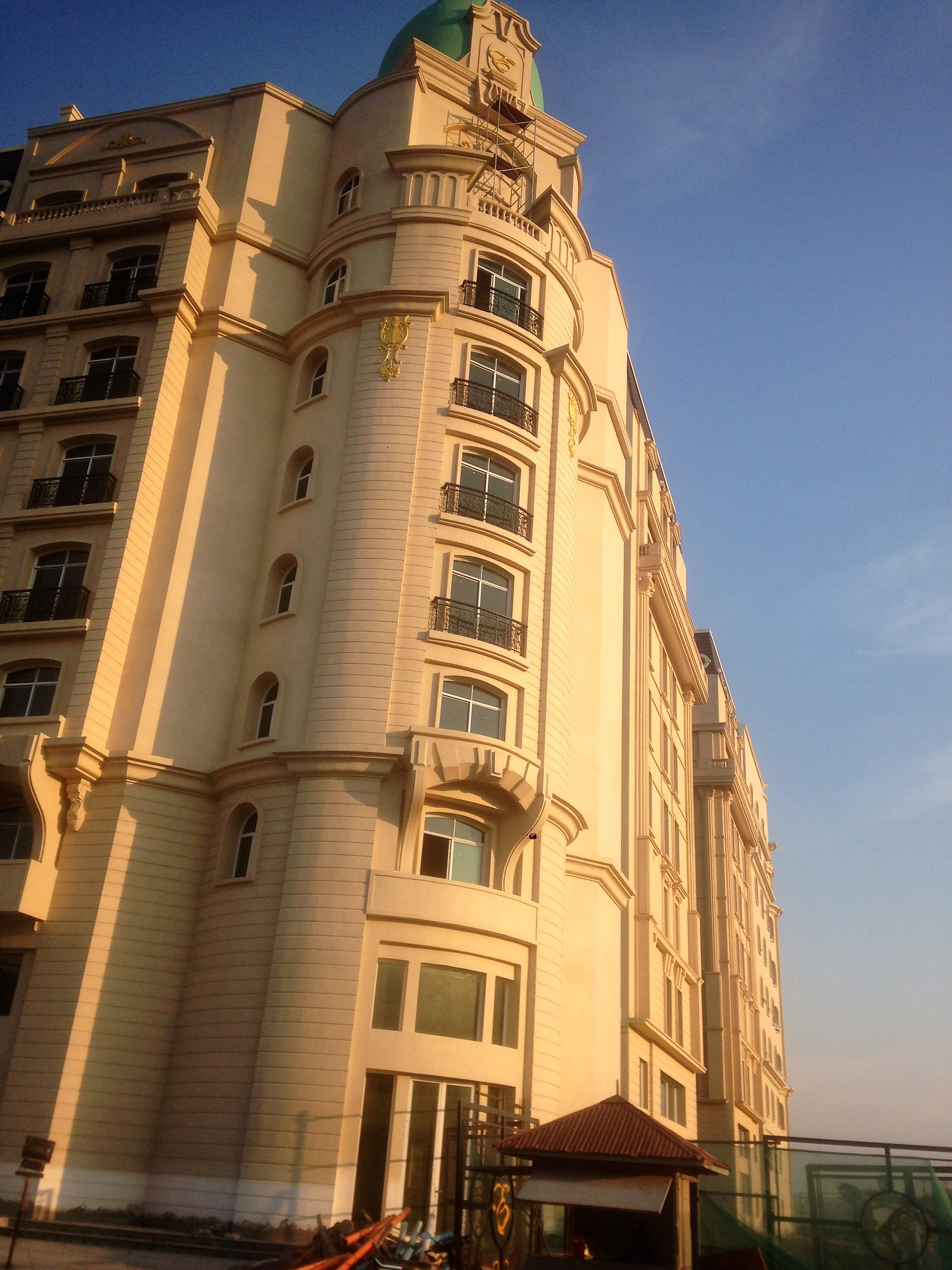
Immeubles du quartier Elysée
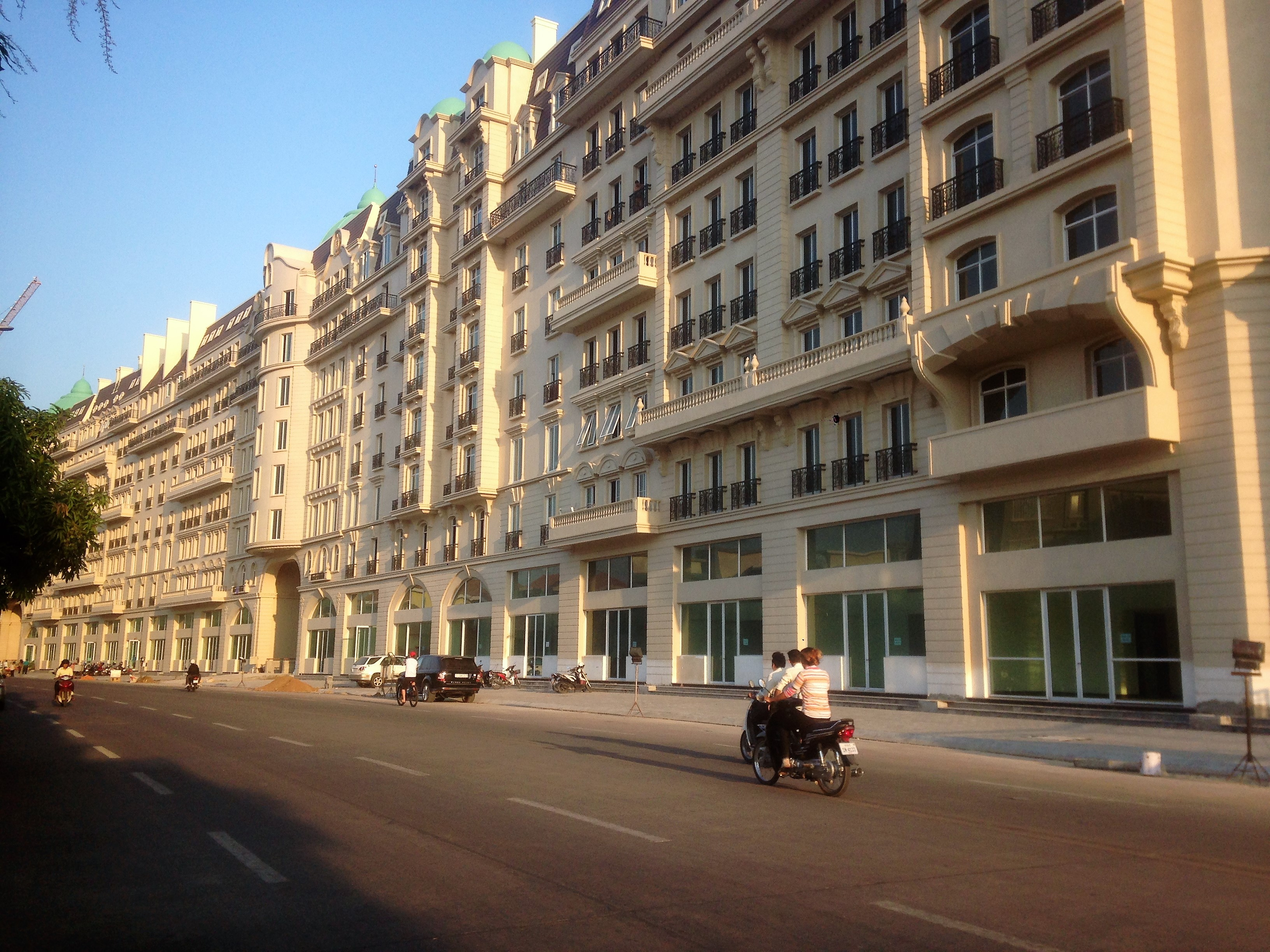
Immeubles du quartier Elysée
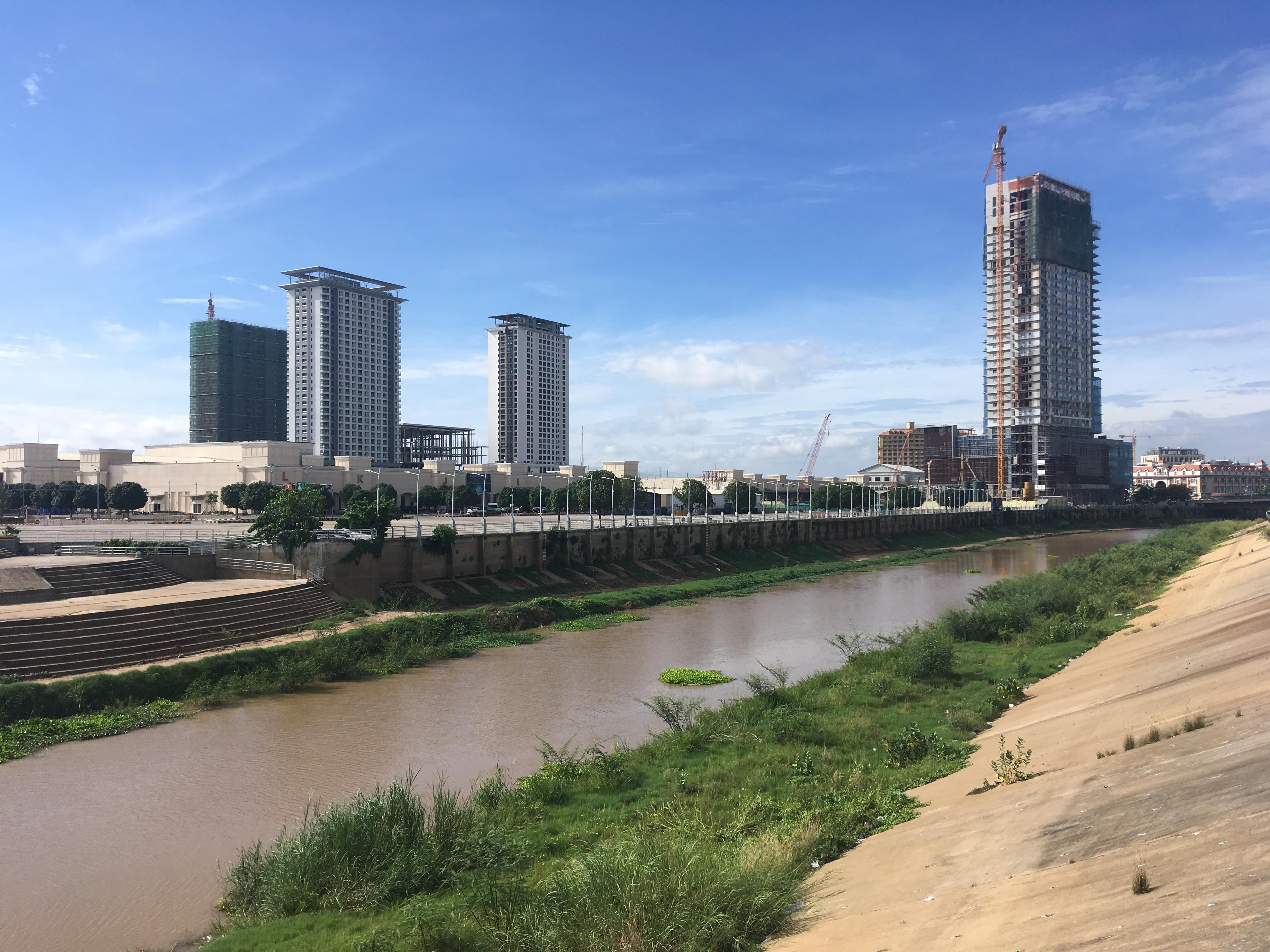
Immeubles en construction en 2018
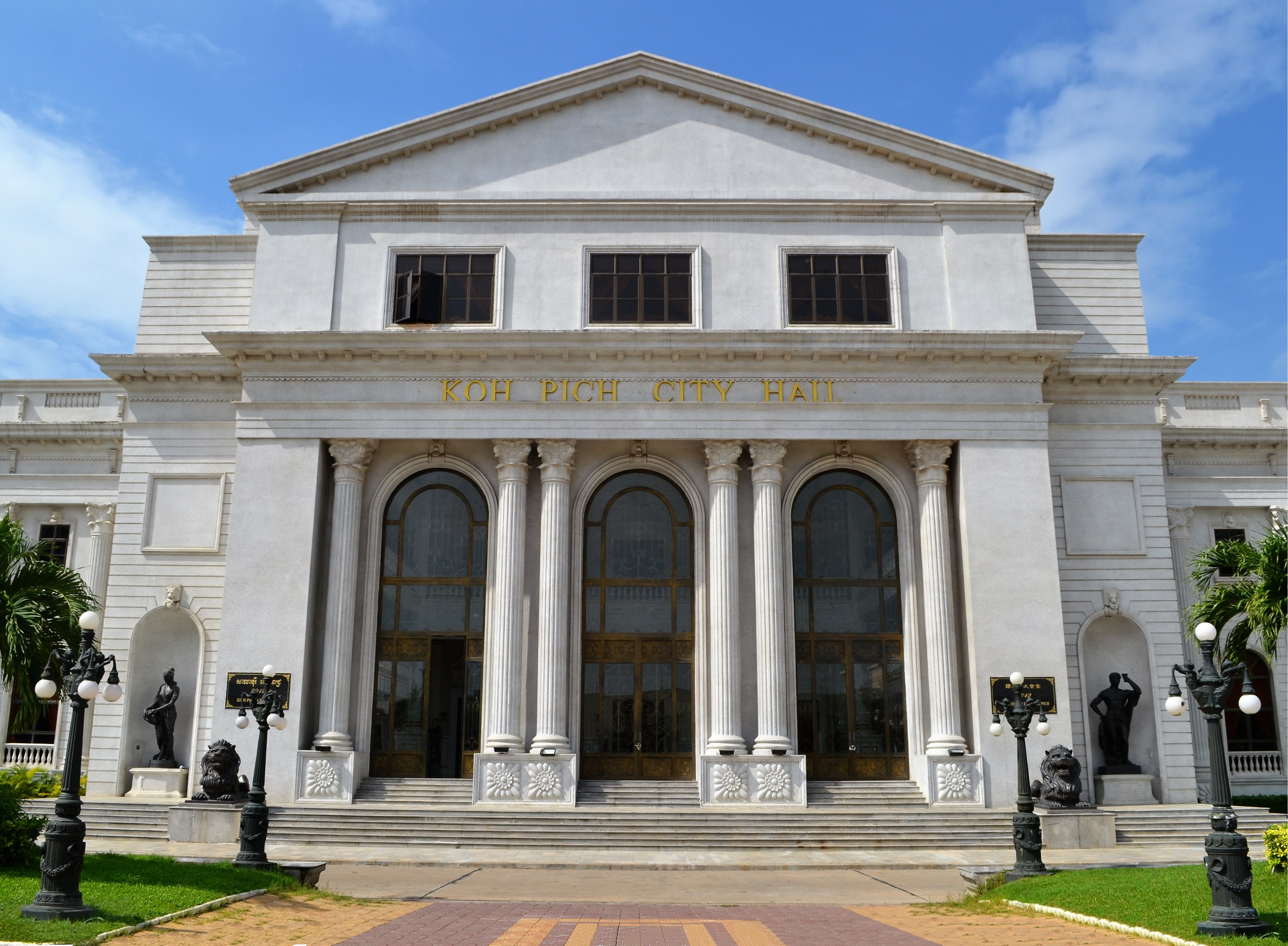
Mairie
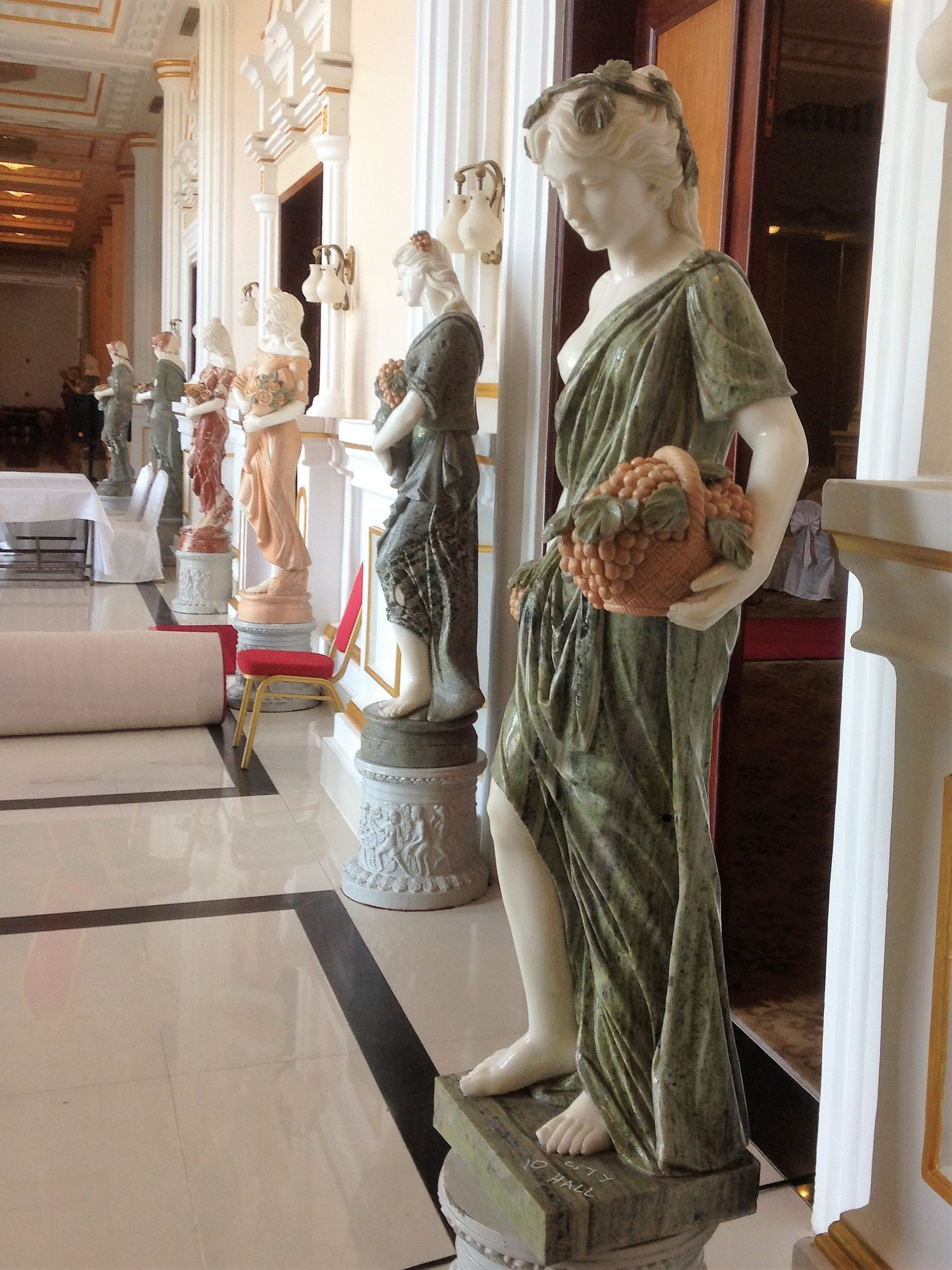
Statues à l'intérieur de la mairie
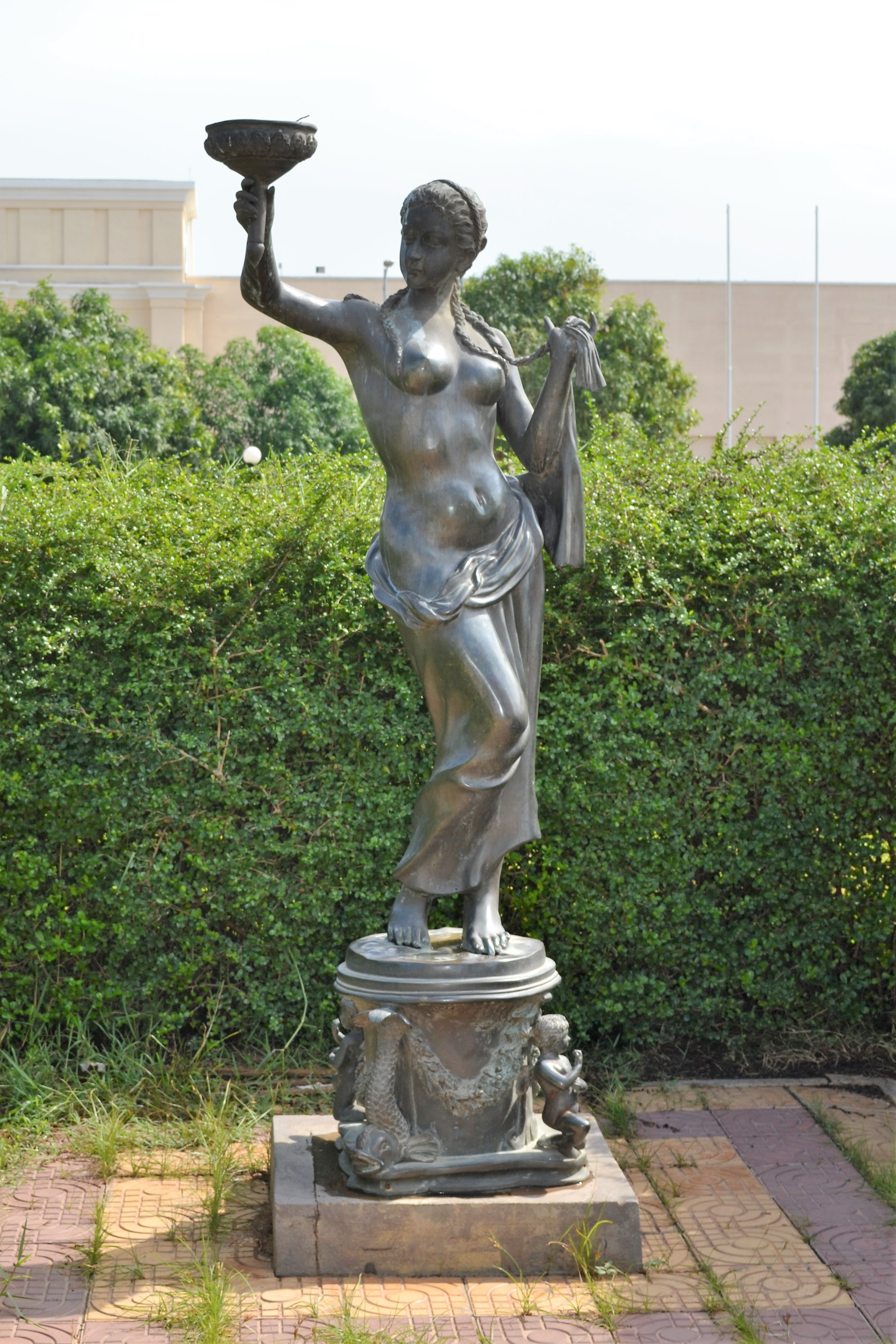
Dans un jardin public de Koh Pich